# Benàmer
Benàmer és una pedania de 132 habitants (IVE, 2009) que pertany a Muro, a la comarca del Comtat. Està situada a una altitud de 360 metres, i a 1 km de Muro en direcció Benimarfull, al marge esquerre del Riu d’Alcoi prop de la confluència amb el riu d’Agres i fita amb Muro, Benimarfull, Setla i Alcosser. Les festes patronals se celebren l'ultima setmana d'agost en honor de la Mare de Déu de Gràcia.